# Golpe de Estado de julio de 1936 en la Armada española
El Golpe de Estado de julio de 1936 en la Armada española trata de cómo la Armada española intentó sumarse al golpe de Estado de julio de 1936 y de cómo la mayoría de las dotaciones se amotinaron frente a sus oficiales, casi todos ellos favorables al "alzamiento", impidiendo así que la Marina de Guerra de la República Española pasara a manos del bando sublevado, aunque este sí consiguió apoderarse de la principal base naval, la de Ferrol, y la de Cádiz, lo que le permitió contar con los barcos que allí se encontraban, una pequeña flota compuesta por el acorazado España, el crucero Almirante Cervera y el destructor Velasco a la que en los meses siguientes se sumaron los dos modernos cruceros que estaban siendo construidos en los astilleros ferrolanos, el Canarias y el Baleares. Este fue el inicio de la Guerra Civil Española en el mar.

## La conspiración

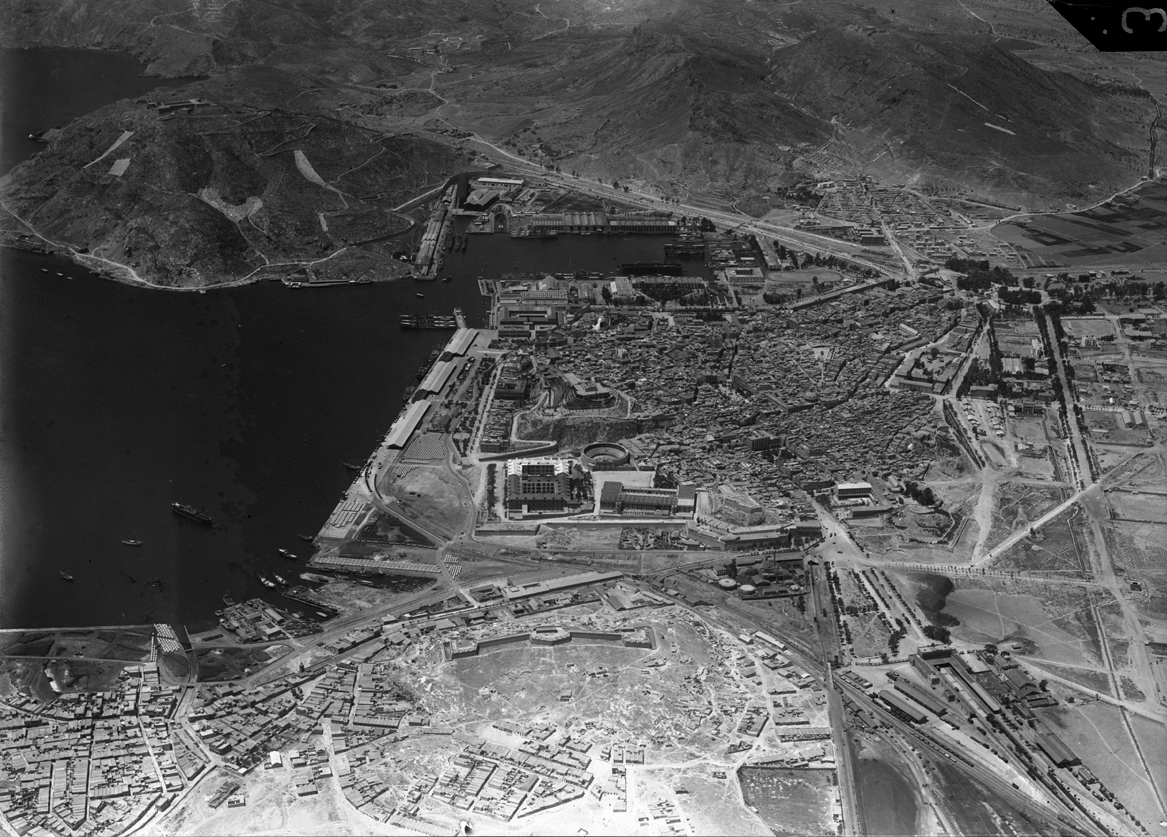
Imagen aérea de Cartagena, incluyendo su base naval, tomada el 18 de junio de 1936, un mes antes del inicio de la guerra civil.

La conspiración en la Armada no estaba tan desarrollada como en el Ejército, pero a diferencia de este en el Cuerpo General no existía la división entre partidarios y contrarios a la República, sino que la práctica totalidad de los jefes y oficiales eran hostiles (o como mínimo indiferentes) al régimen republicano, como ya lo habían demostrado en algunas ocasiones.
Los primeros contactos entre los conspiradores del Ejército con oficiales del Cuerpo General de la Armada española tuvieron lugar en marzo de 1936. Participaron los hermanos Francisco Moreno Fernández, capitán de navío con destino de capitán de quilla de los cruceros en construcción en Ferrol Canarias y Baleares, y Salvador Moreno Fernández, capitán de fragata en situación de disponibilidad forzosa, a los que conspiradores del Ejército les pidieron que la marina de guerra permaneciese neutral cuando se produjera el golpe y permitiese el paso de convoyes de tropas desde el Protectorado español de Marruecos a la península. Cuando el general Mola se hizo cargo de la dirección de la conspiración en abril recabó la colaboración de la Armada "en los puntos en que esto sea conveniente" que concretó en unas Instrucciones para las fuerzas de la Armada de 20 de junio. En estas se especificaba que la misión de la Armada sería el dominio de las bases navales de Ferrol y Cádiz, la vigilancia de la costa norte, especialmente Asturias (incluido el bombardeo de la cuenca minera), y la colaboración en la sublevación de Marruecos. Los enlaces de Mola con la Armada eran de nuevo los hermanos Moreno, a los que se añadieron el jefe del Estado Mayor de la base de Ferrol, capitán de navío Manuel Vierna, el contraalmirante Ruiz Atauri, segundo jefe de la base de Cádiz, y el capitán de Corbeta Manuel Súnico, comandante del cañonero Dato, el buque de mayor potencia de las fuerzas navales del Protectorado de Marruecos, y que estaba en contacto con Yagúe. En la base de Cartagena, en cambio, los mandos eran fieles al gobierno y Mola sólo pudo contar con jefes de menor graduación (entre ellos el comandante del destructor Almirante Ferrándiz, el capitán de fragata Marcelino Galán Arrabal; el comandante del destructor Sánchez Barcáiztegui, el capitán de fragata Fernando Bastarreche; y el comandante del submarino C-2, el capitán de corbeta García de la Mata)
Durante las maniobras que realizó la Armada en aguas de Canarias, el general Franco, entonces comandante militar del archipiélago, ofreció una recepción a los jefes y oficiales de los barcos, encabezados por Javier Salas Larrazábal jefe del Estado Mayor de la Armada, en la que pronunció un discurso en el que les dijo:

La Patria está en peligro, y cuando eso sucede, el brazo armado de la Patria, el Ejército y la Marina, quedan obligados a salvarla, tanto de los enemigos exteriores como de los interiores; y dentro del Ejército y de la Marina son los jefes y los oficiales los encargados de que esa misión sagrada se cumpla

De esta reunión informaron al gobierno de Madrid miembros de los cuerpos de suboficiales de la flota y las autoridades civiles de Santa Cruz de Tenerife donde se celebró la recepción. El gobierno también había sido informado por suboficiales de que oficiales del Cuerpo General durante las escalas en Melilla y en Ceuta se habían entrevistado con los jefes de la Legión, coroneles Yagüe y Solans. Por esta misma vía también estaba informado de los planes para sublevar la base de Cádiz. En algunos barcos, singularmente en los cruceros Libertad, Miguel de Cervantes y Almirante Cervera y el acorazado España, miembros de los cuerpos auxiliares (como los Radiotelegrafistas) y de suboficiales y marinería habían formado comités para vigilar las actividades sospechosas de los oficiales del Cuerpo General. Estos comités en algunos casos mantenían vínculos con la Unión Militar Republicana Antifascista (UMRA).
Nada más conocerse el asesinato del líder de la derecha antirrepublicana José Calvo Sotelo en la mañana del lunes 13 de julio el ministro de Marina, José Giral, ordenó el cese de una serie de oficiales que estaban implicados en la conspiración (entre otros, el capitán de navío Manuel Vierna, jefe del Estado Mayor de la base de Ferrol, y el capitán de fragata Marcelino Galán, comandante del destructor Almirante Ferrándiz) y al día siguiente envió un mensaje a los jefes de las bases navales para que tomaran "precauciones evitando que extremistas de una u otra naturaleza puedan actuar con su propaganda cerca personal a sus órdenes". El miércoles día 15 de julio ordenó que se hicieran a la mar los destructores Almirante Ferrándiz (cuyo mando lo asumió el capitán de navío Miguel Fontenla ante la hostilidad del resto de oficiales), en dirección a Barcelona, Churruca, en dirección a Cádiz, y Lepanto, en dirección a Almería, para apoyar el mantenimiento del orden en dichos lugares si se producían disturbios militares u obreros.

## Desarrollo

### La sublevación en la flota

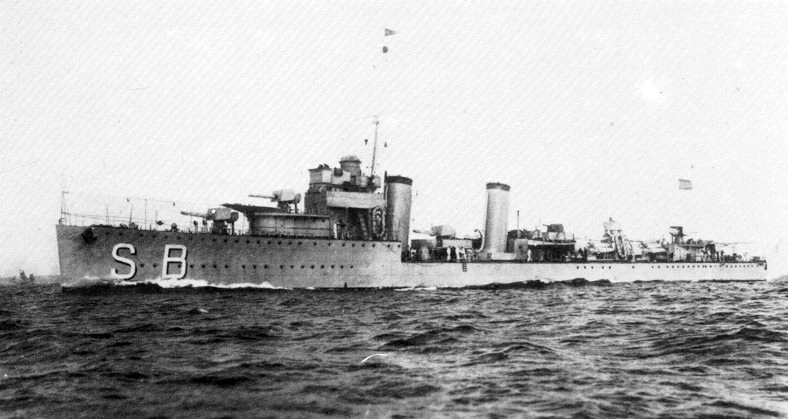
Destructor Sánchez Barcáiztegui.

En la tarde del viernes 17 de julio se recibieron en la central radiotelegráfica del Estado Mayor de la Marina en Ciudad Lineal las primeras noticias de que se había iniciado la sublevación militar en Marruecos. El oficial tercero del Cuerpo de Auxiliares Radiotelegráficos que estaba en ese momento de guardia en la central era Benjamín Balboa López, afiliado a la UMRA y que ya había denunciado en diversas ocasiones las actividades «facciosas» de jefes y oficiales del Cuerpo General de la Armada, lo que le había valido también algún arresto. En la madrugada del sábado 18 de julio el general Franco envió un telegrama de felicitación a Melilla por el éxito de la sublevación que también fue transmitido a las bases navales. Desde la de Cartagena se envió el mensaje de Franco a Madrid con la instrucción «cúrsese a las guarniciones». El radiotelegrama se había recibido a las 7.10 horas y decía:

Gloria al heroico ejército de África. España sobre todo. Recibid el saludo entusiasta estas guarniciones que se unen a vosotros y demás compañeros Península en estos momentos históricos. Fe ciega en el triunfo. Viva España con honor. Dígolo para conocimiento de V.E.. Firmado: Francisco Franco.

Balboa informó directamente al ayudante del ministro de Marina, el teniente de navío Pedro Prado Mendizábal, saltándose la cadena de mando en el Estado Mayor en la Marina, de la que sospechaba que estaba implicada en la conspiración, incluido su jefe el vicealmirante Francisco Javier de Salas González. Cuando recibió la orden del jefe de la central radiotelegráfica, el capitán de corbeta Castor Ibáñez que había informado del mensaje al vicealmirante de Salas, de que comunicara el radiotelegrama de Franco a toda la flota Balboa se negó a obedecer y arrestó a su superior pistola en mano en nombre del Gobierno de la República, tomando el mando de la estación. Balboa a continuación contactó con todos los buques de la Armada y a los radiotelegrafistas de los mismos, a la mayoría de los cuales los conocía personalmente, les informó de que sus oficiales podían estar a punto de sublevarse contra el gobierno y establecieron una clave para que comunicaran si esto sucedía.
La misma madrugada del sábado 18 de julio el ministro de Marina José Giral ordenó que todos los buques de la flota se dirigieran hacia la zona del estrecho de Gibraltar para que cañonearan las posiciones de los sublevados en Marruecos e impidieran el paso de cualquier transporte de tropas que intentara llegar a la península. Sin embargo, los comandantes de los destructores Almirante Valdés y Sánchez Barcáiztegui, después de cañonear Ceuta, decidieron entrar en Melilla, lo que suponía ponerse de parte de los sublevados, y el destructor Churruca y el cañonero Dato no solo desobedecieron la orden de bombardear Ceuta sino que transportaron tropas desde allí a Cádiz.
En la noche del sábado 18 de julio, las dotaciones de los destructores Almirante Valdés y Sánchez Barcáiztegui se amotinaron y arrestaron a sus oficiales que se habían sublevado, abandonando Melilla y poniendo rumbo a la base naval de Cartagena. A las ocho y cuarto de la mañana del día siguiente, domingo 19 de julio, la dotación del Churruca también se amotinaba y detenía a sus oficiales sublevados. Ese mismo día las dotaciones de los guardacostas Uad-Lucus y Uad-Muluya y el cañonero Laya obligaron a sus respectivos comandantes a dirigirse al puerto internacional de Tánger (mientras que los guardacostas Dato y Uad-Kert se sumaban a la sublevación entrando en Ceuta, así como el torpedero T-19). Los oficiales del destructor Alsedo fueron detenidos a bordo del Sánchez Barcáiztegui en Málaga, la dotación del destructor José Luis Díez se amotinó la noche del 19 de julio y la del destructor Alcalá Galiano en la madrugada del lunes 20 de julio, aunque su comandante, que había cerrado la emisora de radio, aseguró que no obedecía "más órdenes que las de la República". En cambio en la noche del martes 21 de julio fueron aplastados por fuerzas sublevadas de infantería de marina los amotinamientos a la desesperada de las dotaciones de los cañoneros Cánovas y Lauria en la base de Cádiz, cuando esta ya estaba en poder de los sublevados.

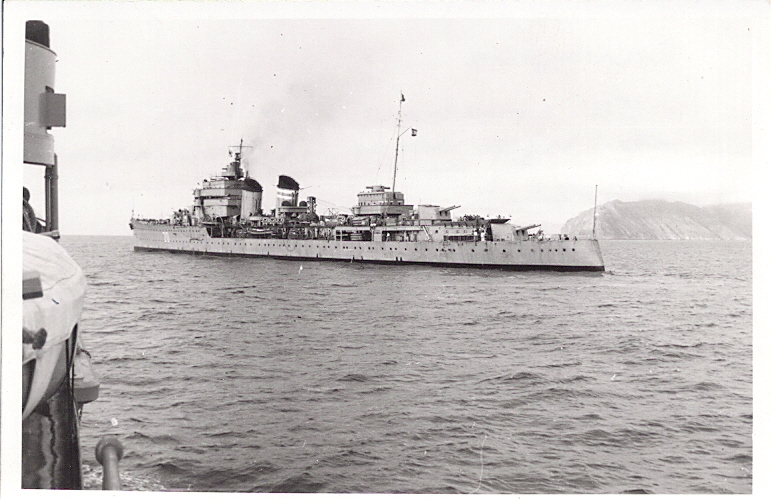
Crucero ligero Miguel de Cervantes.

El acorazado Jaime I y los cruceros Libertad y Miguel de Cervantes, como los destructores, recibieron la orden de zarpar rumbo a la zona del Estrecho de Gibraltar. Los tres se encontraban en la tarde del 17 de julio en la base naval de Ferrol y los radiotelegrafistas de los tres barcos recibieron los mensajes de Balboa desde Madrid sobre la posible sublevación de sus oficiales y también conocieron el amotinamiento de las dotaciones de los destructores Almirante Valdés, Sánchez Barcáiztegui y Churruca. El domingo 19 de julio el crucero Libertad, que ya se encontraba en la zona del estrecho, recibió la orden de cañonear Cádiz, pero sus oficiales no obedecieron inmediatamente por lo que la tripulación se amotinó y se hizo con el barco, poniendo rumbo a Tánger. Cuando la dotación del crucero Miguel de Cervantes conoció lo que había sucedido en el Libertad se amotinó cuando el barco se encontraba a la altura de Lisboa y un cabo de marinería llevó el barco a Tánger, a donde llegó el lunes 20. Por su parte la dotación del acorazado Jaime I, que había hecho escala en Vigo para carbonear, se amotinó a mediodía del martes 21 y a diferencia de lo ocurrido en el Libertad y en el Miguel de Cervantes aquí hubo lucha entre los oficiales que defendieron el puente contra un grupo armado de cabos, que finalmente logró hacerse con la nave. Dos oficiales resultaron muertos y fueron sepultados en el mar de acuerdo con un telegrama de Madrid que decía: "Con sobriedad respetuosa den fondo a los cadáveres, anotando situación". El Jaime I también puso rumbo a Tánger a donde llegó ese mismo día.
En el puerto internacional Tánger el acorazado Jaime I y los cruceros Libertad (en el que estableció su puesto de mando el capitán de fragata Fernando Navarro Capdevila que había sido enviado desde Madrid para hacerse con el mando de la flota) y Miguel de Cervantes, que iban faltos de combustible, intentaron que el Comité de Control internacional de la ciudad les permitiera petrolear y carbonear, pero no lo consiguieron (el general Franco desde Tetuán calificó a la flota amotinada como pirata para que no recibiera ningún tipo de auxilio), dirigiéndose a continuación, junto con los destructores Churruca, Sánchez Barcáiztegui y Almirante Ferrándiz y otros buques (que también se habían refugiado en Tánger por carecer de un puerto leal en la zona del estrecho), a la colonia británica de Gibraltar a donde llegó en la noche del 21 de julio, pero allí tampoco obtuvo combustible después de que las autoridades gibraltareñas consultaran con su gobierno en Londres (de nuevo el general Franco había protestado por la presencia de la flota republicana, cuando "el estado de sus dotaciones es de franco comunismo [y] los Jefes y oficiales fueron apresados cuando no muertos y heridos"). Finalmente un petrolero enviado desde Málaga les permitió llegar a ese puerto la mañana de 23 de julio.

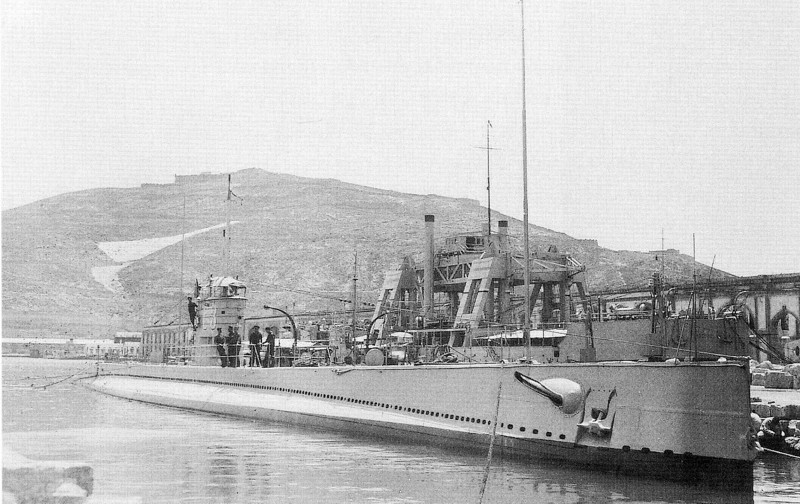
Submarino C3 junto al Buque de rescate de submarinos Kanguro.

El crucero Méndez Núñez, que se encontraba en aguas de la colonia española de Guinea Ecuatorial, recibió la orden de regresar a España y cuando estaba cerca de las islas Canarias su comandante, el capitán de fragata Trinidad Matres García, recibió mensajes de los sublevados desde el archipiélago para que se dirigiera allí y se uniera a la sublevación, pero las transmisiones fueron captadas por Balboa en Madrid, y Matres se vio obligado a obedecer las órdenes de Madrid de que volviera a Fernando Poo. Cuando llegó allí fue destituido del mando y desembarcado junto con otros oficiales. Luego el Méndez Núñez zarpó para España pero en Dakar dos de los tres oficiales que habían quedado al mando se escaparon a nado. El Méndez Núñez llegó finalmente a Málaga el 21 de septiembre, uniéndose al resto de la flota republicana.
Los submarinos Isaac Peral (C-1), C-3, C-4 y B-1 recibieron también la orden de dirigirse al estrecho, pero cuando las dotaciones de los mismos sospecharon de la actitud de sus oficiales se amotinaron. Los mandos del C-6 fueron arrestados cuando atracaron en Málaga. Los otros siete submarinos también quedaron del lado gubernamental cuando fracasó la sublevación en las bases navales de Cartagena y Mahón.

### La sublevación en las bases navales
En la base naval de Cádiz la sublevación triunfó rápidamente gracias a las tropas de regulares traídas desde Ceuta por el destructor Churruca y a la decidida actuación de los jefes conjurados en la base y del gobernador militar de Cádiz, el general López Pinto, que impidieron cualquier intento de sublevación de los obreros de los astilleros o de la marinería. Los dos nuevos mandos de la misma nombrados por el gobierno fueron arrestados y fusilados (se trataba del capitán de fragata Azcárate, segundo comandante del crucero República, y el capitán de corbeta Virgilio Pérez, jefe de comunicaciones de la misma). Gracias al control de la base los sublevados tenían en su poder el crucero República, que estaba sometido a grandes reparaciones, por lo que no entraría en servicio hasta 1938, los cañoneros Cánovas y Lauria, después de aplastar el amotinamiento de su tripulación, y dos guardacostas, el Alcázar y el Larache, que no se amotinaron.
En la base de Cartagena la sublevación no triunfó porque, a diferencia de Cádiz, a los mandos navales les faltó decisión y porque el general Martínez Cabrera, gobernador militar de Cartagena, se mantuvo leal al gobierno, así como el jefe de la cercana base aérea de Los Alcázares. La rendición de la base aeronaval de San Javier en la madrugada del 19 de julio y la llegada a las cinco de la tarde de ese mismo día del destructor Almirante Valdés selló el fracaso de la rebelión. Así el destructor Lazaga, que estaba allí anclado, y los seis destructores que estaban en fase de construcción quedaron del lado gubernamental, lo que unido a los destructores cuyas tripulaciones se habían amotinado contra sus oficiales sublevados y al destructor Lepanto, cuyo comandante, el capitán de fragata Valentín Fuentes, no se rebeló, hizo que toda la flotilla de destructores, excepto uno, quedara del lado gubernamental, además de cuatro torpederos, un guardacostas y tres submarinos, junto con varios barcos auxiliares.

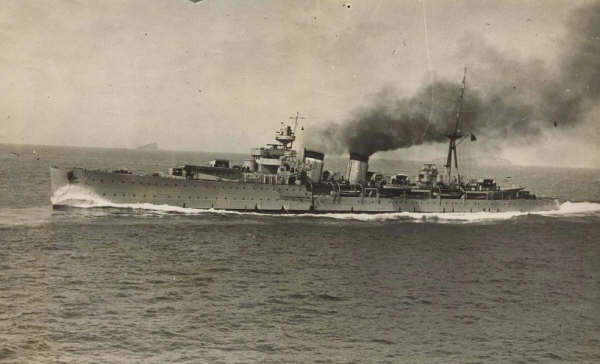
Crucero ligero Almirante Cervera en período de pruebas (todavía sin armamento) hacia 1925.

En la base naval de Ferrol se recibió el mensaje de Franco desde Canarias en la mañana del sábado 18 de julio, pero el vicealmirante Indalecio Núñez Quijano, recién nombrado jefe de la base, no se decidió a declarar el estado de guerra, aunque cuando se le preguntó desde Madrid por su actitud, Núñez contestó que se solidarizaba con el Ejército, por lo que fue destituido inmediatamente y sustituido por el segundo jefe, el contralmirante Azarola, que se había declarado adicto al gobierno. Entonces la dotación del crucero Almirante Cervera se amotinó pero no consiguió sacar el buque del dique seco, aunque empezó a hacer fuego con sus cañones. Finalmente el bombardeo de la aviación naval de la base de Marín, que se había sublevado (uno de sus dirigentes había sido el capitán de corbeta Pedro Nieto Antúnez) hizo que el barco se rindiera (fueron fusilados el comandante del Almirante Cervera, capitán de navío Juan Sandalio Sánchez Ferragut, otro oficial y dieciséis miembros de la dotación del buque). También se amotinó la dotación del acorazado España, también en dique seco, pero este no estaba en disposición de emplear su artillería por lo que la rendición del Almirante Cervera, y el hecho de que el tercer buque que se hallaba en la base, el destructor  Velasco, no se amotinara, no les dejó más opción que la rendición. Durante el motín murieron un jefe y tres oficiales del barco por lo que la represión fue más dura que en el Almirante Cervera: fueron fusilados 37 miembros de la dotación. Los que sí que consiguieron salir de la base fueron el torpedero T-7 y el guardacostas Xauen, pero el primero fue apresado por el guardacosta rebelde Uad-Martín y devuelto a Ferrol. Así fue como la base y los tres buques de importancia que había en ella se unieron a la sublevación.
En la base de Mahón, en la isla de Menorca, la situación era normal cuando despegaron el hidroavión que iba a llevar al general Goded desde Palma de Mallorca a Barcelona para que encabezara allí la sublevación y los tres hidros de escolta. Poco después hubo un intento de sublevación que fue sofocado y las dotaciones de los submarinos que tenían allí su base se amotinaron porque los oficiales habían mostrado su acuerdo con el mensaje radiotelegráfico emitido desde Canarias por el general Franco. Así la base y los submarinos B-1 (en reparación), B-2, B-3 y B-4 quedaron del lado gubernamental.

### La sublevación en Guinea española
El 19 de septiembre de 1936, dos meses después del golpe de Estado de julio, la guardia Colonial, al mando del teniente coronel Luis Serrano, de Fernando Poo se sublevó y unió la isla a la causa "nacional". Entonces el buque mercante "Fernando Poo", que hacía de enlace entre la Península y la Guinea española y que transportaba fusiles y pistolas para los militantes del Frente Popular, se encontraba en aguas intermedias entre Santa Catalina y Bata, en la parte continental de la colonia y que en ese momento se mantenía leal a la República. De ambos sitios le llegaban telegramas diciéndole que la correspondiente ciudad era leal al gobierno y que la contraria era sublevada. Ante el desconocimiento de la realidad, el "Fernando Poo" decide enviar un telegrama a Madrid sobre la situación, cuya respuesta le permite conocer la realidad. Entonces el buque pone rumbo a Bata, mientras en la isla los sublevados de la guardia colonial, que le esperaban armados con fusiles y algunas bombas caseras, se enteran de lo ocurrido y se dan cuenta de que se han quedado sin transporte.
Sin embargo, hacía unas semanas que en Canarias 200 voluntarios "nacionales" se habían embarcado en el buque "Ciudad de Mahón", al que habían armado con un cañón, y que había seguido de cerca al "Fernando Poo", al que alcanzó en Bata 9 días después de que este llegara. Entonces se produce un pequeño combate, en el cual los tripulantes del "Fernando Poo" abandonan el buque. La única víctima fue un cura que se había ahogado al intentar escapar, pues una bala había impactado en el barco. A la mañana siguiente, el mercante "Fernando Poo" se encontraba en el fondo de las aguas y Bata cayó en manos de los "nacionales", por lo que toda la colonia pasó a estar controlada por el bando sublevado, al igual que las colonias del Sáhara Occidental e Ifni.

## Balance final
Tras el golpe de Estado la práctica totalidad de la Armada española de entonces quedó del lado del gobierno de la República: el acorazado Jaime I (botado en 1914); los cruceros ligeros Libertad (botado en 1925), Miguel de Cervantes (botado en 1928) y Méndez Núñez (botado en 1923); dieciséis destructores en servicio o a punto de entregar; siete torpederos; doce submarinos (del submarino Isaac Peral C-1 al C-6 y del B-1 al B-6); un cañonero; cuatro guardacostas y la casi totalidad de la Aeronáutica Naval.
En cambio el bando sublevado solo contaba con tres buques importantes: el acorazado acorazado España (botado en 1913 y que en julio de 1936 se encontraba en dique seco); el crucero ligero Almirante Cervera (botado en 1928) y el destructor Velasco (botado en 1923). También contaba el crucero ligero República, rebautizado como Navarra, (botado en 1920) pero este se encontraba en reparaciones y no entró en servicio hasta muy avanzada la guerra, en agosto de 1938. Además los sublevados tenían en su poder cinco torpederos, tres cañoneras y cinco guardacostas (y ningún submarino). Pero esta inferioridad se vio compensada muy pronto gracias al control de los sublevados del principal astillero de la marina en Ferrol donde estaba prácticamente terminado el crucero pesado Canarias (que entró en servicio en septiembre de 1936) y otro, el Baleares, a punto de ser entregado (entró en servicio en diciembre de 1936), junto con los dos únicos minadores de España (el Júpiter, que entró en servicio a principios de 1937, y el Vulcano, que entró en servicio a finales de ese mismo año).